# Adršpach (hrad)
Adršpach je zřícenina hradu asi dva kilometry západně od vsi Adršpach v okrese Náchod. Nachází se  na plošině Zámeckého vrchu v nadmořské výšce 681 metrů. Pozůstatky hradu jsou chráněny jako kulturní památka.
Hrad nejspíše založil král Jan Lucemburský v první polovině čtrnáctého století. Ve druhé polovině téhož století se stal rodovým sídlem Adršpachů z Dubé. Během husitských válek katolický hrad obsadili husité, ale roku 1436 jej páni z Dubé získali zpět. Hradní posádka podnikala loupeživé výpady do Slezska, a proto Adršpach patřil ke hradům, které roku 1447 Slezané vykoupili a pobořili. Hrad poté nebyl obnoven a změnil se ve zříceninu. Dochovaly se z něj terénní relikty budov a opevnění, nevelké fragmenty zdiva a stopy konstrukcí vytesaných ve skalách.

## Název
Název hradu je odvozen z osobního jména Eberhart, které pochází ze středněhornoněmeckého jména Eburhart (ebur je kanec, hart znamenalo silný). Původní název však vycházel ze zkráceného tvaru Eber a označoval nejprve potok (Ebersbach, Ebrův potok). Postupným jazykovým vývojem se název změnil na Abršpach a Adršpach. V historických pramenech se jméno hradu objevuje ve tvarech: Ebrspach (1348), Ebrzpach (1354), Abrchspach (1359), Abrpach (1364), Ebrspach (1369), Abrspach (1370), Adrspach (1393), Ebrsbach (1390), de Aderspachu (1397), de aberspachu (1401), Abrspach (1401), de Abrspachu (1404), in Abersbach (1407), Aderspach (1447), z Abršpachu (1463), Atrzpach (1495), Adrspach (1510), Adrsspach (1542). Další tvary označovaly vesnici po zániku hradu.

## Historie

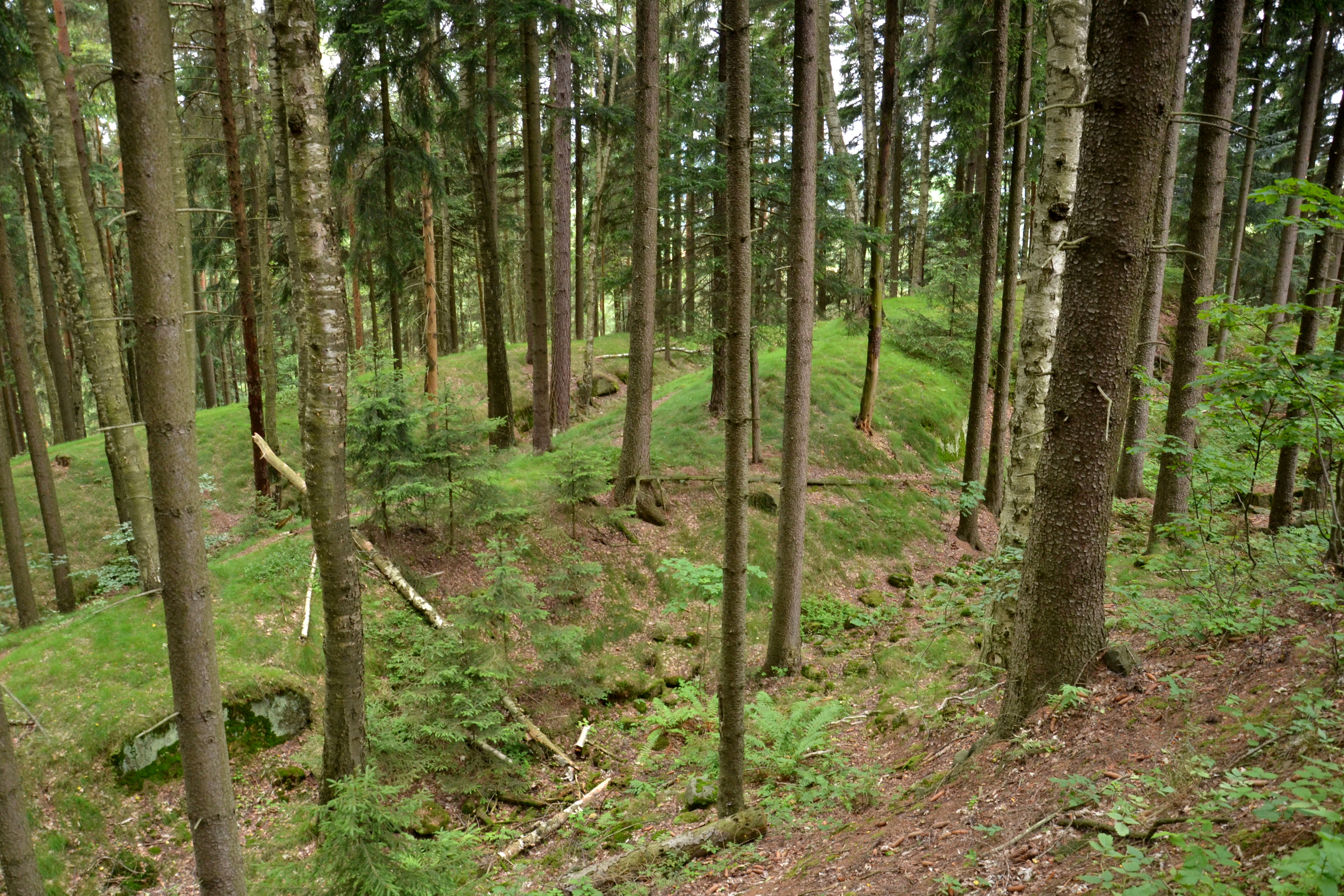
Zdvojený příkop a val

Pravděpodobným zakladatelem hradu byl ve druhém nebo třetím desetiletí čtrnáctého století král Jan Lucemburský. První písemná zmínka o hradu se nachází v návrhu zákoníku Majestas Carolina, v němž je Adršpach uveden mezi královskými hrady, které mohl panovník podmínečně zastavit. Prvním doloženým držitelem hradu byl v letech 1354–1359 Hanuš z Adršpachu, který byl nejspíše potomkem adršpašských purkrabích. Držitelem hradu v letech 1359–1362 byl Albert ze Skalice a po něm v letech 1362–1372 Tas z Rýzmburka.

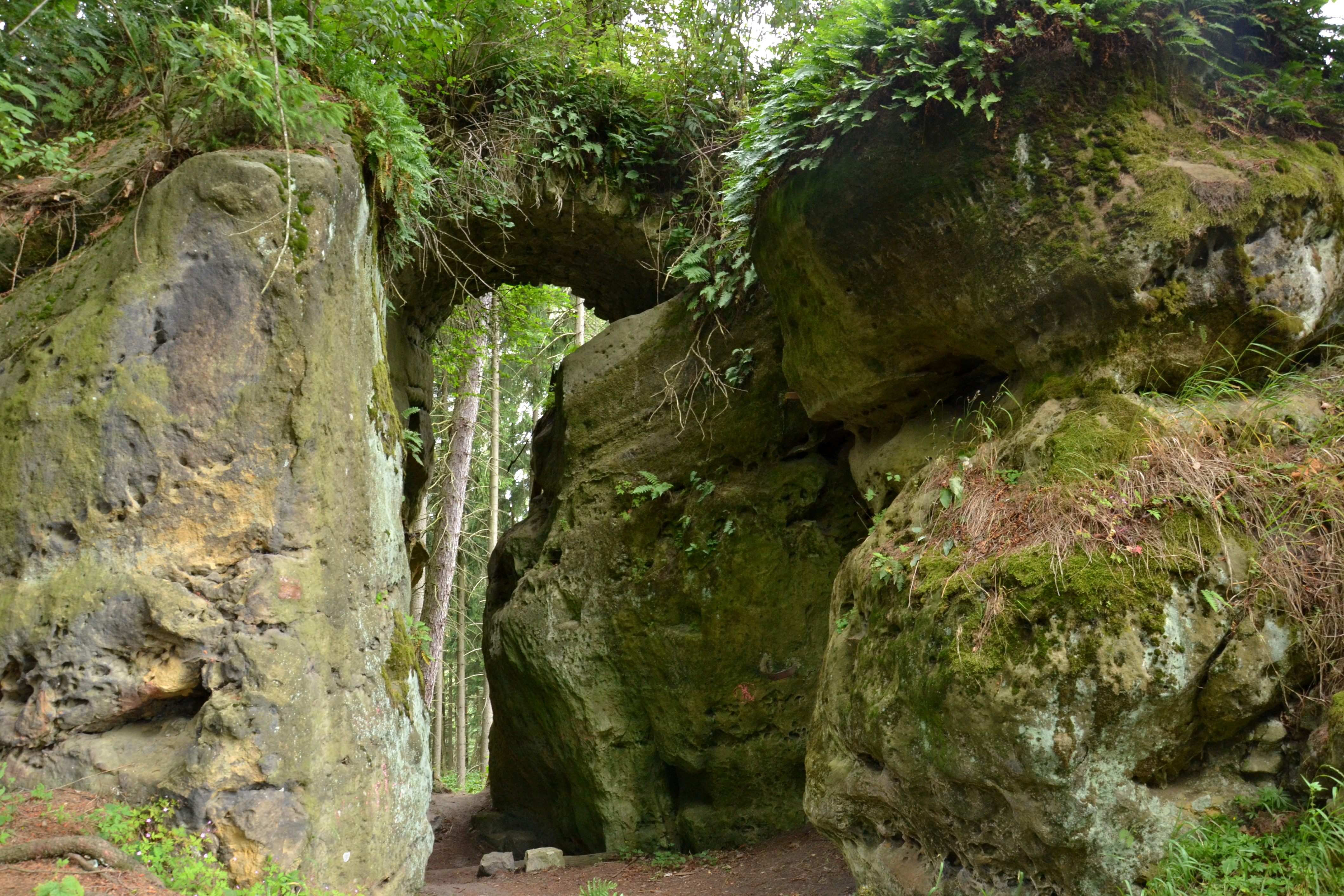
Klenební oblouk mezi dvěma skalními bloky

Někdy po prodeji náchodského panství koupil hrady Adršpach a Střmen Hynek z Náchoda, který byl na Adršpachu zmíněn v roce 1381. Tehdy 6. července prodal dvůr ve Rtyni jakémusi Machkovi, který byl povinen v případě obležení bránit hrad vyzbrojen kuší. Hynek pak z Adršpachu učinil centrum svého nového panství. Oženil se s Jitkou ze Šumburka, se kterou měli syny Hynka staršího a Hynka mladšího. Oba se jako majitelé hradu připomínají k roku 1401. Panství drželi v nedílu, ale Hynek starší sídlil na Adršpachu, zatímco Hynek mladší na Červené hoře.
Během husitských válek patřil Hynek starší ke katolickým pánům. Roku 1430 proto hrad obsadila husitská posádka a v letech 1433–1434 byl v držení Jana Krušiny z Lichtenburka (podle Tomáše Šimka byl Adršpach v jeho moci už od roku 1428.). V roce 1436 se Adršpach vrátil pánům z Dubé. Z dětí Hynka a Anny z Velhartic Adršpach připadl Petrovi z Adršpachu, ale o deset let později hrad vlastnil jeho strýc Hynek Červenohorský z Dubé. Je ovšem možné, že uvedení majitelé na hradě bydleli po nějakou dobu společně, a hrad tak patřil k objektům typu ganerbenburg. Posádka hradu podnikala vojenské výpady do nedalekého Slezska. Slezská a lužická města proto hrad v roce 1447 od Jana z Dubé koupila za 900 uherských zlatých a nechala jej pobořit. Hrad potom už nebyl obnoven.

## Stavební vývoj

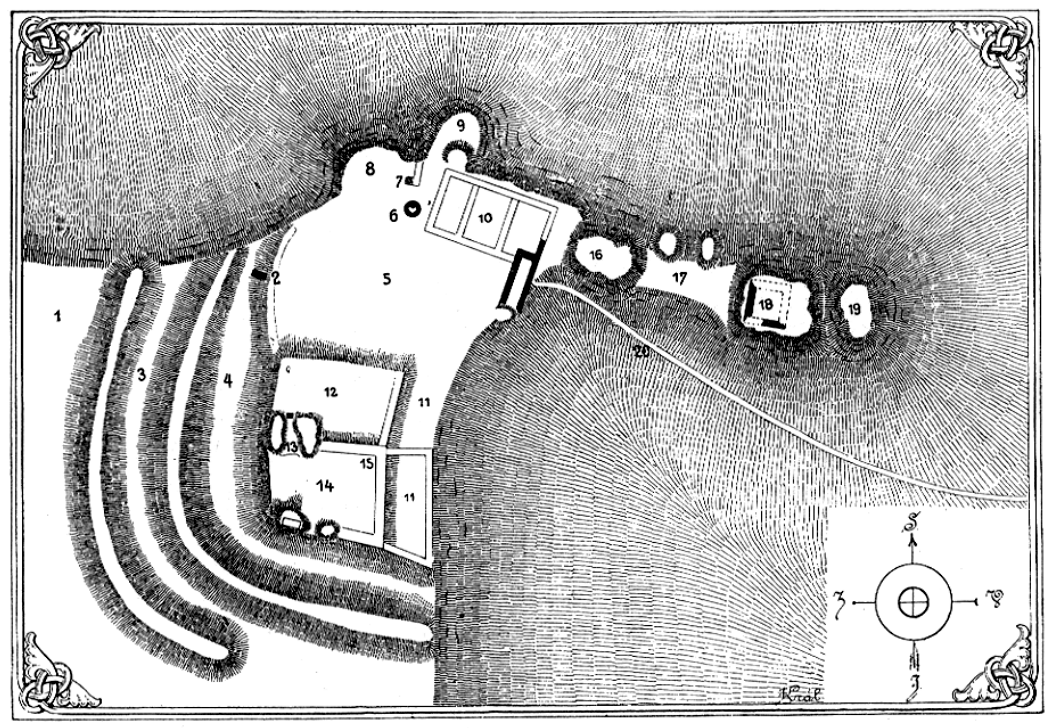
Půdorys hradu od Vojtěcha Krále z Dobré Vody publikovaný roku 1887

Hrad má trojdílnou dispozici. Jižní a západní stranu chránila dvojice příkopů a valů. Za nimi se nachází rozměrné nádvoří, k jehož severní straně přiléhala prostorná budova. U její západní strany bývala studna a na východní nějaká další podsklepená budova. Protilehlou jižní stranu nádvoří zaujímalo hradní jádro s obytnou budovou, částečně krytou dvojicí skalních útvarů. Druhé hradní jádro vybíhalo směrem k východu. Od zbytku hradu jej oddělovaly skalní věže a přístup na vrchol umožňovala chodba vysekaná ve skalním podloží a dřevěná budova v severovýchodním nároží. Podél jižní a západní strany druhého jádra vedla masivní kamenná hradba.
Vývoj stavební podoby je nejasný. Ve čtrnáctém století hrad plnil funkci opěrného vojenského bodu, jehož rozlehlé nádvoří umožňovalo ubytování polního vojska. Východní jádro je pravděpodobně mladšího původu a mohlo být postaveno nejspíše po husitských válkách, kdy se o Adršpach dělilo více majitelů.